# Димитровка
Димитровка (на украински: Дмитрівка; на румънски: Dumitrești) е село в Болградски район, Одеска област на Украйна. Заема площ от 3,37 км2. Преобладаваща част от жителите са гагаузи.

## География
Селото се намира в историческата област Буджак (Южна Бесарабия). Разположено е на 56 метра надморска височина близо до границата с Молдова.

## История
Селото е основано през 1821 година от славяноезични и тюркоезични българи.

## Население
Населението му възлиза на 4806 души (2001 г.). Гъстотата е 701 души/км2.
Демографско развитие:
- 1930 – 4801 души
- 2001 – 4806 души

### Езици
Численост и дял на населението по роден език, според преброяването на населението през 2001 г.:
| Роден език | Численост | Дял (в %) |
| Общо       | 4806      | 100.00    |
| Гагаузки   | 4622      | 96.17     |
| Български  | 75        | 1.56      |
| Руски      | 48        | 0.99      |
| Украински  | 43        | 0.89      |
| Молдовски  | 12        | 0.24      |
| Други      | 6         | 0.12      |